# انجمن سلطنتی

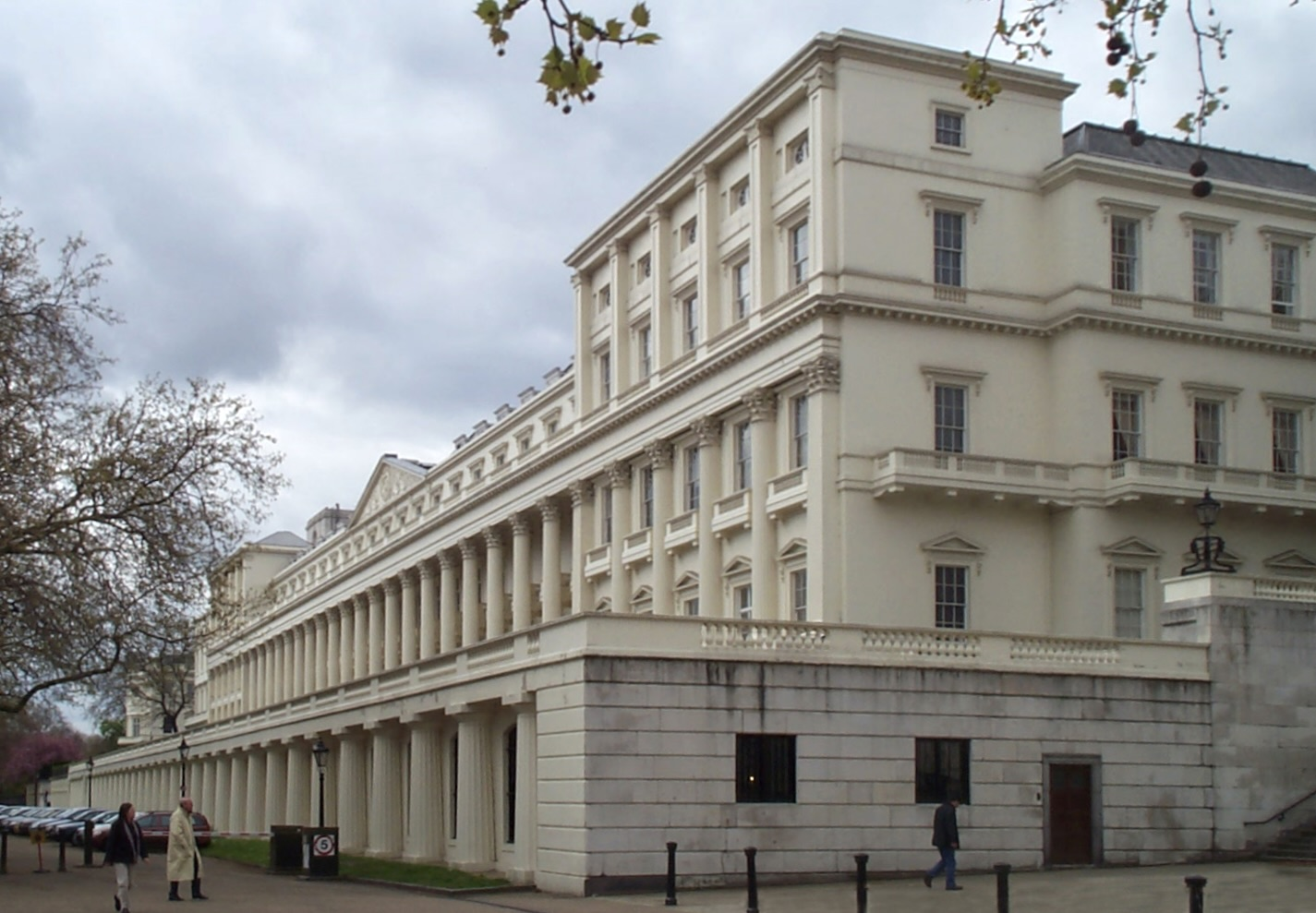
ساختمان جامعه سلطنتی در لندن، انگلستان

انجمن سلطنتی لندن برای پیشرفت دانش طبیعی که به تخلیص انجمن سلطنتی یا جامعه سلطنتی (به انگلیسی: Royal Society) نامیده می‌شود در سال ۱۶۶۰ تأسیس شد. انجمن سلطنتی در سال ۱۶۶۰ اندکی پس از اتحاد انگلستان توسط چارلز دوم در لندن پایه‌گذاری شد و عنوان نخستین انجمن علمی جهان را یدک می‌کشد. اندیشه تأسیس انجمن سلطنتی بریتانیا در یکی از نشست‌های دانشمندان و فیلسوفان در سال ۱۶۶۰ میلادی شکل گرفت و این اندیشه با فرمان چارلز دوم در پانزدهم ژوئیه ۱۶۶۲ رسمیت پیدا کرد.
در ابتدا عضویت در انجمن شرایط خاصی نداشت اما از سال ۱۸۴۸ تنها کسانی به عضویت پذیرفته می‌شدند که دانشمند و دارای شغل علمی‌باشند. انجمن دارای اعضای داخلی و خارجی است، تعداد اعضای خارجی که بیشتر از اهالی ایرلند و کشورهای مشترک‌المنافع با انگلستان اند، تقریباً یک‌دهم اعضای داخلی است.
انجمن سلطنتی بریتانیا مثل آکادمی‌های علوم بسیاری از کشورها به راه‌های مناسب‌تر توسعه و پیشرفت علم، بهبود امر آموزش و پرورش و انتشار کتب و مجلات و اعطای جایزه به صاحبان آثار ممتاز علمی می‌پردازد و به مبادلات علمی و همکاری با دانشمندان و مجامع علمی کشورهای دیگر اهتمام دارد. انجمن مجموعاً در حدود ۱۳۰۰ عضو دارد. اداره امور انجمن به عهده یک شورای ۲۱ نفره و هیئت‌مدیره ۵ نفره است که از سوی مجمع سالانه انجمن انتخاب می‌شوند و مدت مدیریت‌شان دو سال است.

## انجمن سلطنتی در نگاه تامس اسپرَت
تامس اسپرَت (میلادی ۱۷۱۳–۱۶۳۵) (به انگلیسی: Thomas Sprat)، اسقف راچستر (به انگلیسی: Rochester) و رئیس مذهبی وِست مینستر (به انگلیسی:Westminster)، نخستین تاریخ انجمن سلطنتی (به انگلیسی:Royal Society) را که در سال ۱۶۶۲ به وجود آمده بود نوشت. کتاب او (تاریخ انجمن سلطنتی لندن، برای پیشبرد دانش طبیعی) در سال ۱۶۶۷ به چاپ رسید. اسپرت پس از بحث کوتاهی دربارهٔ فلسفه قدیم و جدید و روزهای اولیه شکل‌گیری انجمن، به شرح صلاحیت اعضاء و جذبه‌های کلی رویال سوسایتی می‌پردازد که در زیر آمده‌است.
در خصوص صلاحیّت اعضای این انجمن، باید توجه داشت که آنان مردانی هستند که مذاهب و ملیّت‌ها و حرفه‌های مختلف که با آزادی و میل خویش به انجمن پیوسته‌اند.
رعایت این نوع پیوند برای همه الزامی است، والا بر خلاف وعده عمل کردن برایشان کسر شأن خواهد بود. زیرا آن‌ها علناً قول داده و اعلام می‌دارند که قصدشان ریختن یک بنیان فلسفی انگلیسی، اسکاتلندی، ایرلندی، لهستانی، یا پروتستانی نیست؛ بلکه یک فلسفه‌ای که شامل حال تمامی بشر می‌گردد.
ولی با این که تعداد زیادی از اعضای انجمن به حرفه‌های ویژه‌ای مشغول اند، مع‌هذا افراد اصیل، آزاد و غیر وابسته شمارشان به مراتب بیشتر است. از همین رو جلوی دو نوع فساد گرفته شده که گریبانگیر امر آموزش و تحقیق بوده ولی رهایی از آن هرگز میسّر نمی‌شده‌است: یکی سوء استفاده از علم برای کسب منفعت آنی و سریع؛ و دیگری این که فیلسوفان همیشه جزو سروران بوده‌اند و افراد دانشمند؛ برخی جزو بزرگانِ پر هیبت، دیگران همگی جزو سالکان مطیع؛ و نه به عنوان نظاره گران برابر و مستقل.
منتقدان معترض اند که «شمار افراد حکیم و با درایت چنان اندک است» که انجمن را نتوان با آنان پر کرد. اسپرت در جواب به این اعتراض می‌گوید این نوع وسواس و خرده سنجی در عصری که ما در آن زندگی می‌کنیم به هیچ وجه مورد ندارد. زیرا حوزه آزمایش و تحقیق چنان وسیع و پراکنده‌است که حتی در این مملکت نیز اگر یک یا دو انجمن دیگر نظیر همین تشکیل شود باز از مردان شایسته‌ای که بتوانند چنین کارهایی را انجام دهند کم نخواهیم داشت. در هر گوشه کناری می‌بینیم کسانی را که با دلگرمی به کار تحقیق مشغول اند: و ما به افراد کم‌نظیر و آزاده همه روز و در همه جا برمی‌خوریم که کارهایی می‌کنند و آن چیزی را می‌سازند که نه تنها حاصل دست‌های فیلسوفان سواد آموخته حرفه‌ای است، بلکه حاصل کارگاه‌های صنعتگران نیز؛ حاصل سفرهای تجارت پیشه گان، حاصل شخم زنی‌های دهقانان، حاصل ورزش‌ها، استخرهای ماهی، پارک‌ها و باغ‌های آزاد مردان؛ آنچه موجب تعجبم می‌گردد این است که می‌بینم انسان‌ها چیزها را غامض و پیچیده‌تر از آنچه هست می‌پندارند و این موضوعی است که در اکثر موارد دیده می‌شود؛ بخصوص در این مورد که از همه مشهودتر است. انسان‌ها اکثراً تصور می‌کردند که کسی حق ندارد در امور مختلف دخالت کند مگر آن که طی سالیان دراز تجربه اندوخته باشد؛ یعنی عادات و حرکات و ظاهر یک فیلسوف را پیدا کرده باشد، در حالی که تجربه، برعکس، نشان می‌دهد که بیشتر چیزها از طریقه آزاد حاصل می‌شوند تا رسمی. این خطا با تصور باطلی که نسبت به سربازانمان در آغاز جنگ‌های داخلی داشتیم قابل مقایسه است. هیچ سربازی مستحق عنوان سربازی شمرده نمی‌شد، مگر آن که زخم‌های خود را نشان می‌داد و از دلاوری‌هایش در عرصه نبرد با دشمن بلند بلند سخن می‌گفت: در حالی که تمامی کار جنگ را در اصل آزادگان محلی، شهروندان کم تجربه، و فرماندهانی به نتیجه می‌رساندند که هرگز پیش از آن جنگی ندیده بودند؛ ولی درست این یکی از بالاترین محاسن انجمن ماست که صاحبنظران مختلفی در رشته‌های گوناگون عضو آن هستند. به‌طوری‌که همواره شاهدان صدیقی وجود خواهند داشت؛ که نظاره کنند و نگذارند خودخواهی بر آن شود که گزارش دروغین دهد، یا تب ابداع سبب گردد که فریبی بسرعت میدان یابد؛ چه خود این ناظران در انجام آزمایش دست نداشته، بلکه فقط در بازرسی کردن؛ بنابراین حتی وقتی حقیقتی کشف می‌گردد در ابزار آن شتاب نشان داده نشده و احتیاط رعایت می‌گردد. مسئولیّت تمامی تحقیق به انسان‌های واحد یا یک گروه همفکر واگذار نمی‌شود؛ نه به فیلسوفان و نه به مردان مذهبیِ سرسپرده فقط.
با این کار آن‌ها دیوار حایل را شکسته و دری ورودی تعبیه کرده‌اند که صاحبنظران همه رشته‌های علمی بتوانند وارد شده و به تحقیق بپردازند. چیزی که به علت واهمه از مشکلات و مسئولیت سنگین برایشان قبلاً امکان نداشت. بدین ترتیب آن‌ها انجمنی را درست کرده‌اند تا فلسفه‌ای را دنبال کنند که به درد همه قشرها جامعه می‌خورد و نه فقط به درد یک عده فارغ‌التحصیل بازنشسته، انجمنی که به یک شهر شبیه است با انواع انسان‌ها و با گرایش‌های مختلف، با روپوش، با شمشیر، با مغازه، با میدان، با کاخ، و با دریای متنوع، که همه یاری به هم می‌کنند.
در اینجا لازم می‌بینم اشاره‌ای نیز به تشویق‌هایی کنم که اعضای انجمن در خارج و در داخل دریافت نموده‌اند…
قدر مسلم این است که روح جستجوگرانه، و این علاقه به دانش ملموس در تمامی کشورهای گرداگرد ما مستولی است و غالب. درست است سهولت کار در همه جا یکی نیست. برخی به همکاری دیگران نیاز دارند؛ برخی در مضیقهٔ مالی هستند؛ بعضی وسیله به اندازهٔ کافی ندارند؛ و بعضی به حمایت حکّام محتاج اند، با وجود این، توانایی‌های متعدد دیگری که دارند به آن‌ها اجازه می‌دهد که همچنان به پژوهش‌های عملی ادامه دهند. بسیاری از این پژوهش‌ها در سراسر اروپا به این انجمن گزارش شده‌است تا بررسی، تأیید یا تصحیح شود.
کشوری که وضع مشابهی نظیر انگلستان دارد فرانسه است؛ از دیدگاه شور و علاقه به آزمایش و اشاعه دادن امور آزمایشی نیز به انگلستان شبیه است. در آن سرزمین رویال سوسایتی یک نوع تماس دائمی را با اصحاب هنر و صاحبنظران همه فنون حفظ کرده‌است؛ و آن‌ها هر نوع کمکی را که خواسته‌ایم چه در فکر و چه در عمل از ما دریغ نکرده‌اند. از اطباء؛ جراحان، کالبدشناسان آن‌ها کمک‌های ذی‌قیمتی در خصوص یافتن طریق معالجه شده؛ از سیاحان آنان ثمره‌های مسافرت هایشان؛ از ریاضی دانانشان طرق مختلف حلّ مسایل، از شیمی دانانشان ترکیبات جدید، و از بسیاری از پژوهشگران کم‌نظیر آنان گزارش‌های مفیدی در خصوص میوه‌ها، ابریشم، شراب، نان، گیاهان، نمک و دیگر فراورده‌های سرزمینشان. خلاصه آن که تماس ما با آکادمی فرانسه در پاریس بر اساس علاقه متقابل پیوسته اندامه یافته‌است.
در ایتالیا، رویال سوسایتی از دیدگاه تبادل نتایج آزمایش‌ها، با کمک یکی از اعضایش که مقیم آنجاست و سفیر شاه نیز محسوب می‌شود، مقام و موقعیت شامخی دارد در آنجا اطلاعات با ارزشی رد و بدل می‌گردد و بسیاری از اندیشمندانشان در این امر مهم شرکت دارند، بخصوص پرنس لئوپولدو (به انگلیسی: Leopoldo) برادر دوک بزرگ تُسکانی (به انگلیسی: Tuscany) که حامی و مشوق فیلسوفان ساعی و کنجکاو فلورانس است و تحت نظر او است که نتایج تحقیقاتشان تحت عنوان گزارش‌های آزمایش‌ها دوکی یا امیری (به انگلیسی: Ducal Experiments) در اختیار ما قرار می‌گیرد. این ارتباط رویال سوسایتی را از این جهت ذکر می‌کنم که آن کشور به هنرهای ممالک واقع در این سوی کوه‌های شان عادت چندانی ندارند و بدان ارج زیادی هم نمی‌نهند.
در آلمان، و سرزمین‌های همسایهٔ و نزدیک آن، رویال سوسایتی از احترام والایی برخوردار است. شواهد زیادی را می‌توان ارائه داد. از جمله کتاب‌هایی که اخیراً در کشور به چاپ رسیده‌است و نسخه‌هایی برای ما ارسال شده که نظر بدهیم؛ همچنین با ارسال ادوات مکانیکی جدیدشان؛ ملت آلمان استعداد شگرفی نشان می‌دهد و همچنین در خصوص این نوع کارهای فلسفی، ملت آلمان استعداد شگرفی نشان می‌دهد و همچنین در خصوص هنرهای دستی فوق‌العاده دقت نظر داشته و بسیار صادق و بی‌ریا می‌باشند؛ آن‌ها از جهاتی چنان به انگلیسی‌ها شباهت دارند که به نظر می‌رسد جوهر و ترکیب فکری خودمان را از آن‌ها اخذ نموده و این که با آنان همنژادیم.
در هلند و سرزمین‌های اطراف به یمن دوستی و ارتباط با دانشوران مهمّشان من‌جمله هوگنیوس (به انگلیسی: Hugenius) از رابطه خوبی برخورداریم. هوگنیوس در خصوص علوم نظری و ریاضیات عملی زحمات زیادی کشیده و موفقیت‌های با ارزشی کسب نموده‌است، بخصوص در مورد حرکات پاندولی و کاربردشان در ساعت‌ها و تعیین و اندازه‌گیری دقیق زمان که موارد استفاده از آن حد و اندازه ندارد. این نوع کشفیّات با کمک این انجمن و نظریات اصلاحی آن کاربرد هر چه بیشتر پیدا کرده‌است. نامه نگاری با او و بسیاری دیگر از محققان هنوز هم ادامه دارد؛ هر چند رابطهٔ دو کشور انگلیس و هلند بحرانی است، ولی بنیانگذار بزرگ و رئیس کشورشان اجازه داده‌است که مبادلات علمی همچنان ادامه یابد، آن هم در موقعی که تجارت و داد و ستدهای نوع دیگر همه تحریم شده‌اند؛ لذا می‌توانیم حدس بزنیم وقتی جنگ تمام شده و صلح برقرار بشود نتایج این نوع پژوهش‌ها در زمینه‌های فنون مربوط به معرفت مدنی بهتر به چشم بیاید.
جای هیچ گونه تعجب نخواهد بود اگر ادعا کنیم در دوره‌ای اندک به یمن ارتباط رویال سوسایتی با فنون خارجی و تحقیقات متنوع از زمانی که فنون خارجی به جزیرهٔ ما راه یافته‌است به موفقیت‌های شایانی دست یافته‌ایم…
لازم نیست فهرست کاملی از نام‌ها در اینجا ارائه شود، چون این حمل بر کبر و تظاهر خواهد شد، بخصوص وقتی می‌بینیم با سپاسگزاری، جزئیات در دفتر رسمی انجمن ثبت است؛ ولی فکر می‌کنیم بی‌مورد نباشد به یک نمونه اشاره کنم که مشت نمونهٔ خروار است. وقتی دوک بر انزویک و لونن بورگ در جلسه هفتگی انجمن معرفش شده و به عنوان عضو پذیرفته می‌شود، بنا به رسم همیشگی، شخصی که سمت مترجم را داشت بر آن می‌شود که دوک را از نتیجهٔ بحث جلسه مطلع کند؛ ولی عالیجناب به آن‌ها می‌گوید که لازم نیست آقایان زحمت به خود بدهند و چه او زبان انگلیسی را از طریق مطالعهٔ کتاب‌های فلسفی ما آموخته و آن را خوب می‌فهمد…
حال موقع آن رسیده که بگویم این انجمن در کشور خودمان چقدر حمایت و تشویق شده‌است. به خواننده عزیز اطمینان می‌دهم که اصول اولیهٔ رویال سوسایتی مورد تأیید عموم واقع شده و محتاط‌ترین مردانِ حرفه‌ها و صاحبنظران مختلف نهایت حرمت را چه در آغاز کار و چه در نیل به موفقیت‌های بعدی نشان داده‌اند.
بسیاری از بازرگانان ثروتمند و شهروندان خوشنام در جلسات ما حضور یافته و با حسن نیت کامل و تلاش و کوشش رایگان به محققان دلگرمی بخشیده و مسئولیت‌های فرعی را عهده‌دار شده‌اند، مثل کمک در نامه نگاری، تسهیل در امور تحقیقی، تبادل سریع نظریات، و جمع‌آوری پول لازم و تقبل هزینه‌ها. ذکر سخاوت تحسین‌انگیز سرجان کاتلر (به انگلیسی: Sir John Cutler) برای تشکیل کانون سخنرانی دربارهٔ علم مکانیک کاملاً بجاست و این کاری است که برای اولین بار صورت گرفته.
از میان نجبا و اشراف، آزاده‌ترین و والا مقام ترینشان پذیرفته‌اند که دست‌هایشان را به کار اندازند، کشفیّات خود را در اختیار دیگران گذارند، شک و تردیدهای خود را ابراز نمایند و هزینه آزمایش‌ها را از جیب خود بپردازند؛ و در این امر چنان اتفاق عقیده با هم دارند که نجیب‌زادگان سرزمین‌های سه‌گانه با هم یکی شده‌اند. در جلسات خود جهت تصویب قوانین از هم جدا هستند؛ در عادات و شیوه‌های زندگی با هم متفاوت اند؛ در خلقیات خود نیز چندان با یکدیگر سازگار نیستند؛ ولی در رویال سوسایتی، ساکاتلندی، ایرلندی و انگلیسی، این نجیب‌زادگان با هم ملاقات کرده و بی این که تعصب نسبت به زادگاه‌های خودشان نشان دهند به گفتگو می‌نشینند. بی شک از این جاست که می‌توان فواید سیاسی و همچنین فلسفی زیادی را حاصل کرد.
از وزرای ما در داخل و سفرای ما در خارج تنها شمار بسیار معدودی عضو انجمن نیستند، بخصوص سفیران که در کشورهای خارج زحمت زیاد می‌کشند تا ارتباط برقرار ساخته و حتی مأموریت‌های محرمانه‌ای را انجام دهند که در سطح کشوری است، چیزی که می‌تواند برایشان مخاطره‌آمیز باشد.
از امرا و فرماندهان لشکری نیز کم نیستند کسانی که عضویت رویال سوسایتی را پذیرفته و برای تحقیقاتی که در آن می‌شود ارج قائل اند…
از میان روحانیون ما، بزرگ‌ترین و محترم ترینشان در جهت اعتلای انجمن با شوق تمام از هیچ تلاشی فروگذار نکرده‌اند؛ و این تهمت ناروا را که علم طبیعی دشمن معنویت است و شناخت الهی، رد نموده‌اند. با حمایت و کوشش مستمر خود؛ این پندار باطل را که فیلسوفان باید افراد بی‌دینی باشند از اذهان مردم زدوده‌اند؛ آن‌ها نشان داده‌اند که در احتراممان به قدرت متعال خداوندی، باید همان شیوهٔ حرمتی را که به شاهان زمینی داریم رعایت کنیم. زیرا هر قدر دامنه نفوذ و سیطره آنان بیشتر باشد همان قدر هم خادمان و مسئولان امور حرمتشان بالا می‌رود، بنابراین عظمت جلال خداوندی موقعی بهتر از همه ستوده می‌گردد که به طبیعت احترام لازم را نهاده و آن را مورد بررسی و مشاهده قرار دهیم، طبیعتی که خادم نزدیک خداست و موجب لذت و خشنودی او.
در خاتمه به‌طور سریع هم که شده، باید اشاره کنم وقتی به هنگام تشکیل این انجمن از شاه و خانواده سلطنتی تقاضای کمک و حمایت شد، اعلیحضرت پس از ابراز خشنودی اظهار فرمودند که باید به اهمیت و مشکلات کاری که در پیش گرفته شده توجه داشت و به بانیان رویال سوسایتی اطمینان دادند که از هیچ حمایت و امکانی دریغ نخواهند ورزید. از آن زمان به بعد امور بسیاری را جهت تحقیق به انجمن سپرده شد: از نوادر و علمای خارجی دعوت به عمل آمد که در خصوص نتایج تحقیقات اظهار نظر کنند، خود اعلیحضرت در بسیاری از موارد حضور داشته و با دست‌های خود کمک کرده‌اند که آزمایش‌های آنان در باغ‌ها و پارک‌ها و رودها به مورد اجرا گذارده شود.

## روزشمار
- دهه ۱۶۴۰ − برگزاری جلسات غیررسمی
- ۲۸ نوامبر ۱۶۶۰− تأسیس انجمن سلطنتی در کالج گِرِشِم
- ۱۹۶۷ − انتقال به مکان حاضر در کارلتون هاوس تراس